# Conflits algéro-hispaniques
Batailles
- Prise de Mers el-Kébir (1504)
- Bataille de Mers el-Kébir (1507)
- Prise d'Oran (1509)
- Siège d'Alger (1510)
- Prise de Béjaïa (1510)
- Prise de Tripoli (1510)
- Siège de Béjaïa (1512)
- Expédition d'Alger (1516)
- Bataille de Oued Djer (1517)
- Bataille de Tlemcen (1518)
- Bataille d'Alger (1519)
- Prise du Peñon d'Alger (1529)
- Expédition espagnole de Tlemcen (1535)
- Expédition d'Alger (1541)
- Expédition espagnole de Tlemcen (1543)
- Sac de Mahón (1553)
- Expédition contre Majorque et Minorque (1553)
- Prise du Peñon de Velez (1554)
- Bataille de Béjaïa (1555)
- Bataille de Mazagran (1558)
- Sièges d'Oran et de Mers el-Kébir (1563)
- Bataille de Mers-el-Fahm (1603)
- Bataille du cap Palos (1617)
- Siège d'Oran et de Mers el-Kébir (1675-1678)
- Reconquête d'Oran (1708)
- Prise d'Oran (1732)
- Bataille du cap Saint-Vincent (1751)
- Bataille du cap Palos (1758)
- Expédition d'Alger (1775)
- Bombardement d'Alger (1783)
- Bombardement d'Alger (1784)
- Reconquête d'Oran et de Mers el-Kébir (1790-92)

Les conflits entre la Régence d'Alger et l'Espagne, ou les conflits algéro-hispaniques sont une série de guerres entre d'une part la régence d'Alger et ses alliés — les sultanats locaux ou confédérations tribales — et l'Empire espagnol.

## Circonstances
Les origines de ces conflits entre les deux rives sont multiples. Les sultans zianides apportent un soutien économique et militaire à l’émirat de Grenade lors de la Reconquista. D'autre part, en mer, les navires espagnols sont régulièrement attaqués par les Algériens.
Sur la lancée de la Reconquista, les Espagnols envisagent dès lors de s'établir durablement sur les côtes nord-africaines avec la prise de Mers el-Kébir (1504), d'Oran (1509), Béjaïa (1510) et imposant un peñon (forteresse îlot) face à Alger (1510). Ces succès Espagnols du début du XVIe siècle induisent le ralliement progressif de villes et tribus aux frères Barberousse. C'est le début de la régence d'Alger, qui reprend les villes du littoral algérien et ravive le corso en Méditerranée. À partir de 1775, l'Espagne va lancer une série d'expéditions qui auront pour objectif de réduire l'influence algérienne en Méditerranée, dans le cadre de la Guerre hispano-algérienne (1775-1785).

## Déroulement
Les Espagnols sous le commandement de Don Diego de Cordoba prennent Mers-el-Kébir en 1504 de la main du Sultanat Zianide de Tlemcen en déclin. Et avec Cardinal Cisneros et Pedro Navarro tombent Oran et Béjaïa en 1509 et 1510 mais ils échouent devant Mostaganem qui sollicite la protection des frères Barberousse tout comme Jijel et finalement Alger.
La régence d'Alger est fondée par Arudj Barberousse, qui se proclame sultan et demande l'appui des Ottomans pour détruire le peñon qui menace la ville et écarter la menace espagnole de Tlemcen. Béjaïa est reprise en 1555 et Oran et Mers-el-Kébir seront assiégé plusieurs fois, parfois le siège finit par une victoire de la régence comme en (1708) et en (1790-92), égalité comme en (1675-1678) et des défaites (1563).
La régence est ensuite confrontée à des expéditions menées par les Espagnols afin d'arrêter l'activité corsaire dans la Méditerranée ; Expédition d'Alger (1775), Bombardement d'Alger (1783), Bombardement d'Alger (1784) qui ne parviennent pas à arrêter les Algériens.

## Fin
C'est à la suite de la reconquête d'Oran et de Mers el-Kébir (1790-92) que les guerres algéro-hispaniques prennent fin. Les Algériens récupèrent les villes d'Oran, Mers-el-kébir définitivement des Espagnols,.